# Álmos
Álmos (AFI: [aːlmoʃ]), Almos o Almus, talvolta italianizzato in Almo (Ungheria, 820 circa – Transilvania, 895 circa) è stato un nobile ungherese e, secondo il resoconto fornito dalle cronache magiare di epoca successiva, il primo capo della "federazione libera" delle tribù ungare.
Salito al potere intorno all'850, resta oggetto di dibattito accademico se fosse il regnante sacro (kende) dei Magiari o il loro capo militare (gyula). La sua biografia è costellata di elementi immaginari e reali: nato, secondo la leggenda, grazie all'intervento di una figura mitologica, secondo Costantino VII Porfirogenito, accettò la sovranità del khagan dei Cazari nel primo decennio del suo regno, ma gli Ungari agirono indipendentemente da questi ultimi dall'860 circa. La Chronica Picta narra che morì assassinato in Transilvania all'inizio della conquista ungherese del bacino dei Carpazi intorno all'895.
Suo figlio Árpád risultò il capostipite della prima casa regnante d'Ungheria, rimasta al potere fino al 1301.

## Biografia

### Origini
L'anonimo notaio di re Béla, lo sconosciuto autore delle Gesta Hungarorum realizzato intorno al 1200 al 1210, affermava che Álmos discendeva dalla dinastia di Attila, re degli Unni. Simone di Kéza, cronista della fine del XIII secolo, riferiva che Álmos era «della stirpe dei Turul». Lo scrittore riportava inoltre lo stendardo del condottiero unno, il quale recava «l'immagine dell'uccello mitologico che gli Ungari chiamano turul» identificato come girfalco o falco. La presenza del volatile gioca un ruolo importante nella leggenda sulla nascita di Álmos, come riferiscono sia le Gesta Hungarorum sia la Chronica Picta. La leggenda narra che la madre di Álmos, già incinta di lui, sognò di un uccello predatore «che aveva le sembianze di un falco» e che la fecondava. Una simile vicenda vanta strette analogie a livello folkloristico nell'ambiente nomade della steppa. In particolare, nella Storia segreta dei mongoli, si sostiene che la suocera di Genghis Khan sognò un falco bianco che teneva «il Sole e la Luna nei suoi artigli» (il turul viene solitamente raffigurato con un sole) che piombava dal cielo e si appoggiava sulla sua mano, predicendo così la nascita di un bambino e della dinastia reale. Una simile storia si spiega col fatto che i falchi erano spesso associati alla fertilità. Più nel dettaglio, questa specie ornitologica «compare in molte leggende sulla fondazione di dinastie e imperi» ed è popolare nelle tradizioni e nel simbolismo di tutti i popoli steppici.
Gli storici Gyula Kristó e Victor Spinei hanno riferito che questa storia inizialmente narrava l'origine della famiglia di Álmos da un antenato totemico.
Secondo le Gesta Hungarorum, Álmos nacque dal capo scita Ügyek e da Emese, figlia del «principe Eunedubeliano». Kristó ha immaginato che il suo nome, contenente l'antico termine ungherese che stava per madre (em), potrebbe essere stato inventato dall'anonimo. Per quanto riguardava la moglie di Álmos, l'autore si riferiva alla donna come alla «figlia di un certo nobilissimo principe della Scizia». Il nome del padre di Álmos rimane incerto perché le cronache magiare lo riportano in due varianti distinte. L'anonimo afferma che si chiamava Ügyek, mentre la Chronica Picta del XIV secolo sostiene che Elöd, lo stesso figlio di Ügyek era il padre di Álmos. Kristó dice che entrambi i nomi potrebbero essere stati inventati dai cronisti, in quanto il nome di Ügyek deriva dall'antico termine ungherese ügy ("santo, sacro"), mentre con Elöd si farebbe semplicemente riferimento a un antenato. L'anonimo sostiene che Ügyek celebrò le nozze con Emese nell'819. Qualora questa data fosse corretta, Álmos nacque intorno all'820.
L'anonimo compie un collegamento tra il nome di Álmos e la parola ungherese con cui si indica il sogno (álom), che resta forse l'origine più accreditata del nome. Poiché nell'ungherese moderno il sostantivo significa "assonnato", "assopito", appare lecito sostenere che il significato del nome Álmos potrebbe essere lo stesso. Se questa teoria fosse valida, il termine "sogno" si adatterebbe meglio alla leggenda che circonda la sua nascita, la quale riferisce di quanto immaginato da sua madre. Álom ha la sua radice nel proto ugro-finnico *adema ("dormire, sogno"), ma anche il vogulo ӯлем (ūlem, "sogno") lascia palesare la somiglianza. Anche Kristó ha ammesso che l'etimologia del nome Álmos «è possibile nel modo descritto dall'anonimo notaio, ovvero che il nome Álmos potrebbe derivare dall'ungherese álom (almu)». Autori più scettici hanno inoltre osservato che «la teoria etimologica legata ad álom resiste alle obiezioni».
Gli storici András Róna-Tas e Victor Spinei sostengono dal canto loro che il suo nome sia di origine turcica. Ad ogni modo, lo stesso Spinei ha invitato a ricordare che l'etimologia di un nome non riflette sempre l'etnia del suo portatore. Nonostante il 10% del lessico nell'ungherese moderno sia di origine turca e le influenze si estendano anche al campo genetico e culturale, i Magiari non sono un popolo turco.
Álmos, nato da un principe magiaro ed Emese, «la madre di ogni persona di etnia ungara», condusse il suo popolo alla conquista del bacino dei Carpazi dopo essere stato attaccato dai Peceneghi. Scelto come capo dei Magiari dai nobili della sua terra, subentrando a Lebed, la fazione capeggiata da Álmos si rivelò la più forte delle sette tribù ungare.
(Anonimo, Gesta Hungarorum)

### Regno

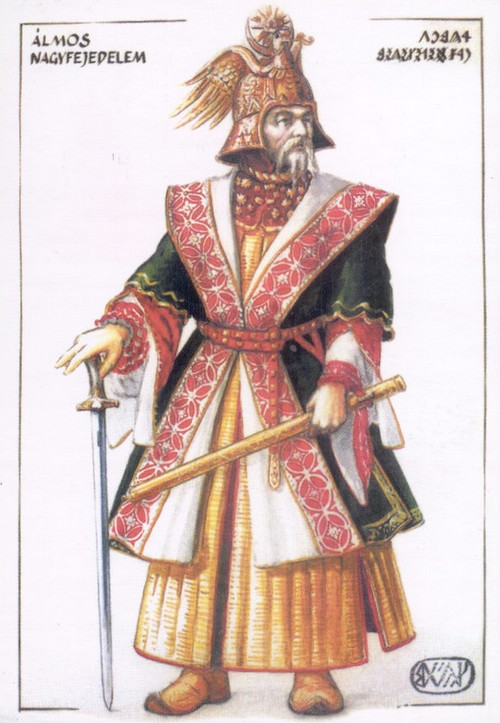
Álmos in un'illustrazione immaginaria

Stando all'anonimo, l'elezione al potere di Álmos fu suggellata definitivamente quando i sette capi «prestarono giuramento secondo usanze pagane, ovvero versando delle gocce di sangue su un'unica nave». Si introdussero inoltre dei princìpi di base del governo, incluso il diritto ereditario dei discendenti di Álmos a succedergli nella carica e la facoltà per l'erede dei suoi elettori a godere di un seggio nel consiglio reale. Secondo lo storico Pál Engel, la vicenda del «patto di sangue» (in ungherese Vverszerződes), la quale riflette la filosofia politica degli autori basso-medievali piuttosto che gli eventi reali, è stata «spesso presentata dagli studiosi ungheresi come la primissima manifestazione del pensiero parlamentare moderno in Europa» fino al 1945.
Una versione fortemente contrastante del 950 circa redatta dall'imperatore bizantino Costantino VII Porfirogenito afferma invece di Álmos che suo figlio Árpád fu il primo capo supremo delle tribù ungare; inoltre, riporta che l'elezione di Árpád fu avviata dal khagan cazaro. Sempre nello stesso resoconto, si asserisce che il khagan spedì un delegato ai voivodi (capi dei vari gruppi ungari), dopo essere stati costretti dai Peceneghi a lasciare le loro terre vicino al khaganato cazaro e a stabilirsi in un nuovo territorio chiamato Etelköz. Il khagan ipotizzava di nominare uno dei voivodi, tale Levedi, a guidare le tribù ungare per meglio perseguire i suoi interessi. Inaspettatamente Levedi rifiutò l'offerta del khagan, proponendo invece al suo posto uno dei suoi pari, Álmos o il figlio di Álmos, Árpád, alla carica proposta. Il khagan accettò l'offerta di Levedi e diede le disposizioni necessarie affinché si tenessero le elezioni. Così, gli Ungari elessero il loro primo principe, ma preferirono investire Árpád anziché suo padre. L'opera di Costantino VII, che definiva i Magiari «Turchi», benché fornisca elementi veritieri nella sostanza a giudizio degli studiosi occidentali, indica spesso dati confusi e intrisi di leggende.
Gyula Kristó e altri autori confutano il resoconto di Porfirogenito dell'omissione di Almos a favore di suo figlio, dicendo che la leggenda del turul collegata alla nascita di Álmos dimostra il suo ruolo come capostipite della sua dinastia. Stando a tale ricostruzione storiografica, il racconto dell'imperatore si baserebbe su un resoconto di uno dei discendenti di Árpád di nome Termacsu, il quale sottolineò con questo resoconto dell'elezione di Árpád che solo gli eredi di quest'ultimo erano adatti a guidare gli Ungari; gli altri figli di Álmos rimanevano infatti esclusi. András Róna-Tas afferma che Costantino Porfirogenito riferiva in modo maldestro di un colpo di stato organizzato contro il kende Levedi ad opera del gyula Álmos, che fece eleggere suo figlio Árpád come sovrano al posto del suo precedente avversario. Uno studioso dell'Asia centrale della fine del IX secolo, Abu Abdallah al-Jayhani, le cui opere sono state parzialmente trasmesse grazie ai lavori di Ibn Rusta e di altri autori musulmani, conferma l'esistenza di queste due alte cariche tra gli Ungari. Egli descrive il kende come il sacro sovrano degli Ungari e il gyula come il loro comandante militare. Gli storici discutono ancora su quale dei due incarichi fosse stato davvero ricoperto da Álmos.
(Costantino VII Porfirogenito, De administrando imperio)
Kristó riferisce che Álmos fu a capo dell'unione tribale ungara dall'850 circa. Secondo la narrazione di Porfirogenito, inizialmente il nobile accettò la sovranità del khagan al di sopra della sua. Ad ogni modo, gli Ungari apparentemente raggiunsero la loro indipendenza intorno all'860, poiché da allora in poi compaiono i primi rapporti sui loro saccheggi in Europa centrale. Gli Annales Bertiniani indica poi la loro incursione nel regno di Ludovico il Germanico nell'862. In quel frangente storico, tre tribù che si separarono dal khaganato cazaro, conosciute da Porfirogenito come Κάβαροι (Kabaroi), scelsero di unirsi agli Ungari negli anni 860 o 870. Spinei sottolinea che il loro arrivo fu testimoniato dall'anonimo, che cita «i sette duchi cumani» che «si sottomettevano al principe Álmos» a Kiev.
Lo scrittore basso-medievale scrive di una guerra tra gli Ungari e la Rus' di Kiev conclusasi con la vittoria dei primi, comandati da Álmos. La Cronaca degli anni passati, redatta in Rus', racconta di una "collina in mano ungara" situata a Kiev nell'882, in concomitanza con l'occupazione della città da parte di Oleg di Novgorod. La stessa cronaca menziona altresì il «castello di Ol'ma» (Олъминъ дворъ), localizzato sulla stessa collina. Georgij Vernadskij afferma che questa fortificazione difensiva doveva il suo nome ad Álmos, ma questa teoria non risulta unanimemente accettata a livello storiografico.

### Morte

Conquiste effettuate dagli Ungari nell'IX secolo

Gli Ungari che vivevano nelle parti più occidentali della steppa pontico-caspica venivano occasionalmente assunti dalle potenze vicine come mercenari per intervenire nelle loro guerre. Si pensi, a titolo di esempio, a quando furono incaricati di invadere la Grande Moravia al soldo di Arnolfo di Carinzia nell'892. Il loro intervento in un conflitto tra il Primo Impero Bulgaro e l'impero bizantino provocò una contro-invasione congiunta da parte dei Bulgari e dei Peceneghi. I Magiari dovettero lasciare le steppe del Ponto e attraversare i Carpazi in cerca di nuovi territori in cui stanziarsi intorno all'895.
Secondo le Gesta Hungarorum, gli Ungari invasero il bacino dei Carpazi sotto la guida di Álmos, che «elevò suo figlio, Árpád, al rango di comandante e maestro» della federazione tribale ungara situata a Ungvár (Užhorod, Ucraina). Da quel momento in poi, l'anonimo autore non menziona più Álmos. Nella contrastante versione fornita dalla Chronica Picta, si asserisce che Álmos «non poté arrivare in Pannonia perché ucciso a Erdelw», ovvero in Transilvania. A giudizio di Kristó, la cronaca conserva la memoria del sacrificio di Álmos per glorificare la catastrofica sconfitta del suo popolo subita da parte dei Peceneghi. Se questo fosse vero, il suo omicidio dimostra che Álmos era il capo sacro della federazione tribale ungara. Róna-Tas mette in dubbio quanto riportato e afferma che, qualora il resoconto della cronaca fosse attendibile, il passaggio andrebbe interpretato come una congiura ordita per fini politici ai danni di Álmos da parte del figlio. Preferendo la narrazione delle Gesta Hungarorum al resoconto della Chronica Picta, Victor Spinei non ritiene plausibile l'assassinio di Álmos in Transilvania, considerando che l'anonimo scrive che gli Ungari aggirarono questa regione quando invasero il bacino dei Carpazi.

## Famiglia
Nessuna fonte narra del nome della moglie di Álmos. L'anonimo scrive che era «la figlia di un certo nobilissimo principe». L'unico figlio di Álmos conosciuto per nome era Árpád, subentrato ad Álmos dopo la sua dipartita. Quello che segue è un albero genealogico che presenta i parenti più stretti di Álmos:
|  |  |  |  |  |  |  |  |  |  | Ügyek        | Ügyek        | Ügyek        | Ügyek        | Ügyek              | Ügyek        |  |  | Eunedubeliano | Eunedubeliano | Eunedubeliano | Eunedubeliano | Eunedubeliano | Eunedubeliano |  |  |  |  |  |  |  |  |  |  |  |  |  |  |  |  |  |  |  |  |  |  |  |  |
|  |  |  |  |  |  |  |  |  |  | Ügyek        | Ügyek        | Ügyek        | Ügyek        | Ügyek              | Ügyek        |  |  | Eunedubeliano | Eunedubeliano | Eunedubeliano | Eunedubeliano | Eunedubeliano | Eunedubeliano |  |  |  |  |  |  |  |  |  |  |  |  |  |  |  |  |  |  |  |  |  |  |  |  |
|  |  |  |  |  |  |  |  |  |  | Elöd o Ügyek | Elöd o Ügyek | Elöd o Ügyek | Elöd o Ügyek | Elöd o Ügyek       | Elöd o Ügyek |  |  | Emese         | Emese         | Emese         | Emese         | Emese         | Emese         |  |  |  |  |  |  |  |  |  |  |  |  |  |  |  |  |  |  |  |  |  |  |  |  |
|  |  |  |  |  |  |  |  |  |  | Elöd o Ügyek | Elöd o Ügyek | Elöd o Ügyek | Elöd o Ügyek | Elöd o Ügyek       | Elöd o Ügyek |  |  | Emese         | Emese         | Emese         | Emese         | Emese         | Emese         |  |  |  |  |  |  |  |  |  |  |  |  |  |  |  |  |  |  |  |  |  |  |  |  |
|  |  |  |  |  |  |  |  |  |  |              |              |              |              |                    |              |  |  |               |               |               |               |               |               |  |  |  |  |  |  |  |  |  |  |  |  |  |  |  |  |  |  |  |  |  |  |  |  |
|  |  |  |  |  |  |  |  |  |  |              |              |              |              | Álmos              |              |  |  |               |               |               |               |               |               |  |  |  |  |  |  |  |  |  |  |  |  |  |  |  |  |  |  |  |  |  |  |  |  |
|  |  |  |  |  |  |  |  |  |  |              |              |              |              |                    |              |  |  |               |               |               |               |               |               |  |  |  |  |  |  |  |  |  |  |  |  |  |  |  |  |  |  |  |  |  |  |  |  |
|  |  |  |  |  |  |  |  |  |  |              |              |              |              | Árpád              |              |  |  |               |               |               |               |               |               |  |  |  |  |  |  |  |  |  |  |  |  |  |  |  |  |  |  |  |  |  |  |  |  |
|  |  |  |  |  |  |  |  |  |  |              |              |              |              |                    |              |  |  |               |               |               |               |               |               |  |  |  |  |  |  |  |  |  |  |  |  |  |  |  |  |  |  |  |  |  |  |  |  |
|  |  |  |  |  |  |  |  |  |  |              |              |              |              | Monarchi ungheresi |              |  |  |               |               |               |               |               |               |  |  |  |  |  |  |  |  |  |  |  |  |  |  |  |  |  |  |  |  |  |  |  |  |

### Fonti primarie
- Anonimo notaio di re Béla, Gesta Hungarorum, traduzione di Martyn Rady e László Veszprémy, CEU Press, 2010, ISBN 978-963-9776-95-1.
- (EN) Costantino Porfirogenito, De administrando imperio, a cura di Gyula Moravcsik, traduzione di Romillyi J. H. Jenkins, Dumbarton Oaks Center for Byzantine Studies, 1967, ISBN 0-88402-021-5.
- Simone di Kéza, Gesta Hunnorum et Hungarorum, traduzione di László Veszprémy e Frank Schaer, CEU Press, 1999, ISBN 963-9116-31-9.
- Dezső Dercsényi (a cura di), Chronica Picta, Corvina, Taplinger Publishing, 1970, ISBN 0-8008-4015-1.
- Nestore di Pečers'k, Cronaca degli anni passati: XI-XII secolo, traduzione di Alda Giambelluca Kossova, San Paolo, 2005, ISBN 978-88-21-55264-9.

### Fonti secondarie
- (EN) Pál Engel, The Realm of St Stephen: A History of Medieval Hungary, 895-1526, I.B. Tauris Publishers, 2001, ISBN 1-86064-061-3.
- (EN) Stanislav J. Kirschbaum, A History of Slovakia: The Struggle for Survival, 2ª ed., Basingstoke, Macmillan, 2005, ISBN 978-03-33-62079-3.
- (EN) Gyula Kristó, Hungarian History in the Ninth Century, Szegedi Középkorász Műhely, 1996, ISBN 978-1-4039-6929-3.
- (HU) Gyula Kristó e Ferenc Makk, Az Árpád-ház uralkodói [Sovrani della casata degli Arpadi], I.P.C. Könyvek, 1996, ISBN 963-7930-97-3.
- (EN) Paul Lendvai, The Hungarians: A Thousand Years of Victory in Defeat, Princeton University Press, 2021, ISBN 978-06-91-20027-9.
- Georg Ostrogorsky, Storia dell'Impero bizantino, traduzione di Piero Leone, Milano, Mondadori, 2011, ISBN 88-06-17362-6.
- (EN) András Róna-Tas, Hungarians and Europe in the Early Middle Ages: An Introduction to Early Hungarian History, CEU Press, 1999, ISBN 978-963-9116-48-1.
- (EN) András Róna-Tas, Hungarians and Europe in the Early Middle Ages: An Introduction to Early Hungarian History, CEU Press, 1999, ISBN 978-963-9116-48-1.
- (EN) Victor Spinei, The Romanians and the Turkic Nomads North of the Danube Delta from the Tenth to the Mid-Thirteenth Century, Brill, 2009, ISBN 978-90-04-17536-5.